# جائزة الكرة الذهبية 1993
جائزة الكرة الذهبية 1993، جائزة سنوية تُعطى لأفضل لاعب كرة القدم في العالم من طرف مجلة فرانس فوتبول الفرنسية، كما تقرره لجنة دولية من الصحفيين الرياضيين، وفاز بالجائزة في 1993 اللاعب الإيطالي روبرتو باجو لاعب يوفنتوس.

## الترتيب
| الترتيب | اللاعب        | النادي          | الجنسية | النقاط |
| ------- | ------------- | --------------- | ------- | ------ |
| 1       | روبرتو باجو   | يوفنتوس         | إيطاليا | 142    |
| 2       | دينيس بيركامب | إنتر ميلان      | هولندا  | 83     |
| 3       | إيريك كانتونا | مانشستر يونايتد | فرنسا   | 34     |